# Mezo-zeaxantină

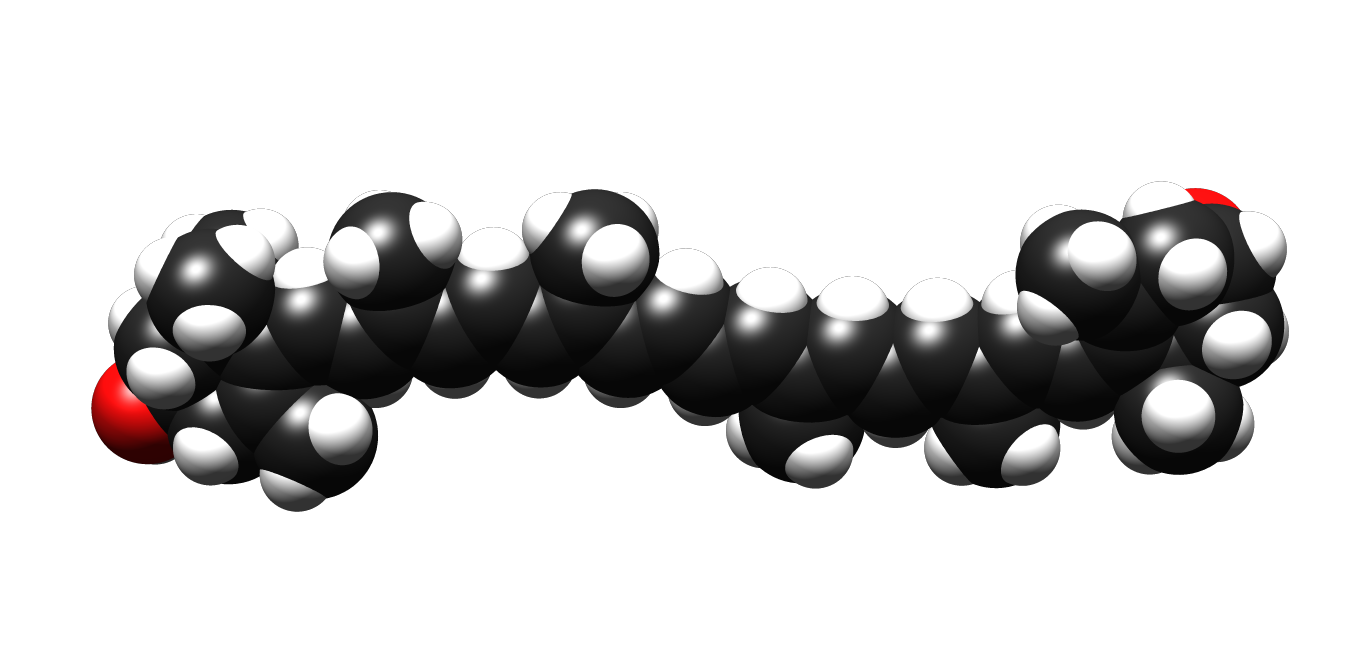
Structura 3D a moleculei de mezo-zeaxantină

Mezo-zeaxantina este un carotenoid care, alături de luteină și zeaxantină, se găsește în maculă, unde vederea este cea mai clară.

## Sursa de mezo-zeaxantină
Cercetările arătă că retina produce mezo-zeaxantina din luteină. În același timp, oamenii de știință spun că nu la toate persoanele se poate produce această transformare și, dacă totuși se poate, ea nu se produce în cantități suficiente.
Mezo-zeaxantina a fost identificată în puține alimente, incluzând somonul sau creveții. Un studiu făcut în Statele Unite demonstrează că abilitatea de antioxidare a pigmentului macular este crescută când este prezentă mezo-zeaxantina. 

## Analiza de siguranță
Un studiu științific dublu randomizat controlat cu placebo demonstrează că suplimentarea cu mezo-zeaxantina nu are absolut nici un efect vătămător asupra oamenilor din orice punct de vedere.

## Macula
Macula reprezinta filtrul de protecție galben, important, ce apare natural și mai este cunoscut și sub denumirea de pigment macular. Macula sănătoasă este bogată în toți cei trei carotenoizi-antioxidanti: luteină, zeaxantină și mezo-zeaxantină. Acest strat de carotenoizi acționează ca un scut protector împotriva stresului oxidativ - oxigenul singlet-, radicalilor liberi și luminii albastre dăunătoare.
Pigmentul macular acționează ca o "protecție solară pentru retină". Totuși, având în vedere creșterea duratei de viață , densitatea optica a pigmentului macular se poate diminua de-a lungul anilor generând un proces greu de oprit, numit degenerescență maculară, dar și modificări negative ale vederii centrale. Lumina albastră și oxigenul sunt o parte de neevitat a vieții noastre, astfel că nevoia de protecție este crescută. Accentul trebuie pus pe prevenție, nu intervenție.

## Soluții de aducere a mezo-zeaxantinei la maculă
În primul rând ar fi necesar ca încă din perioada tinereții să fie consumate alimente ce conțin acest antioxidant, în special fructe de mare. Problema cea mai des întâlnită este lipsa acestor alimente în dieta zilnica. Pentru a echilibra această lipsă, se poate suplimenta dieta cu diferite produse ce conțin mezo-zeaxantină alături de ceilalți doi carotenoizi, luteina și zeaxantina. În acest fel crește acuitatea vizuală și contrastul vizual și se diminuează fenomenul de încețoșare a vederii la lumini puternic strălucitoare, cazul cel mai frecvent fiind condusul pe timp de noapte.